# Nunciatura apostólica en Chile
La Nunciatura Apostólica en Chile es la misión diplomática permanente de la Santa Sede en la República de Chile. Es una representación con rango de embajada, que mantiene las relaciones diplomáticas entre el Estado Vaticano y el Gobierno chileno.  Asimismo, la Nunciatura ejerce funciones de enlace entre la Iglesia católica en Chile y el Papa.

## Historia
Las relaciones diplomáticas entre Chile y la Santa Sede se establecieron oficialmente en 1879, durante el pontificado de León XIII. Desde entonces, la Santa Sede ha designado delegados apostólicos, internuncios y, posteriormente, nuncios apostólicos con rango de embajador.
La sede de la Nunciatura se encuentra en Santiago de Chile. A través de los años, la misión diplomática ha jugado un papel relevante en la historia eclesial y política del país, especialmente durante periodos de transición y diálogo entre Iglesia y Estado.

## Funciones
La Nunciatura Apostólica en Chile cumple múltiples funciones de carácter diplomático, eclesiástico y pastoral:
- Representación Diplomática: El nuncio apostólico actúa como embajador de la Santa Sede ante el Estado chileno, participando en actos oficiales y manteniendo diálogo con autoridades civiles.
- Enlace con la Iglesia Local: La Nunciatura es el canal oficial de comunicación entre la Santa Sede y la Iglesia católica en Chile, transmitiendo directrices y decisiones del Papa y la Curia Romana a los obispos y demás instituciones.
- Nombramiento de Obispos: Coordina el proceso de selección y nombramiento de obispos, recopilando información, realizando consultas y enviando ternas de candidatos a la Congregación para los Obispos y al Papa.
- Promoción de la Unidad Eclesial: Fomenta la comunión entre las diócesis chilenas y la Santa Sede, promoviendo la unidad doctrinal, litúrgica y disciplinaria.
- Mediación y Diplomacia Pastoral: Ha intervenido como mediadora en momentos de tensión entre la Iglesia y el Estado, destacando su papel durante el retorno a la democracia.
- Defensa de los Derechos Humanos: De acuerdo con la doctrina social de la Iglesia, actúa como voz de la Santa Sede en defensa de los derechos humanos y la libertad religiosa.
- Relaciones Culturales y Caritativas: Colabora con iniciativas sociales, educativas y de caridad impulsadas por la Iglesia, así como en la promoción de la cultura católica en el país.

## Nuncios Apostólicos en Chile
- Giovanni Alessandro Muzi (18 de abril de 1823-19 de diciembre de 1825)
- Lorenzo Barili (26 de mayo de 1851-17 de junio de 1856)
- Vincenzo Massoni (26 de septiembre de 1856 - 3 de junio de 1857)
- Marino Marini (14 de agosto de 1857-27 de marzo de 1865)
- Mario Mocenni (6 de agosto de 1877 – 27 de febrero de 1882)
- Celestino del Frate (30 de marzo de 1882 - 6 de marzo de 1883)
- Pietro Monti (20 de diciembre de 1902 - 31 de octubre de 1907)
- Enrico Sibilia (31 de agosto de 1908 - abril de 1914)
- Sebastiano Nicotra (18 de diciembre de 1916 - 1 de octubre de 1918) [1]
- Benedetto Aloisi Masella (20 de noviembre de 1919 - 26 de abril de 1927)
- Ettore Felici (6 de noviembre de 1927 - 20 de abril de 1938)
- Aldo Laghi (28 de agosto de 1938 - 2 de enero de 1942)
- Maurilio Silvani (23 de mayo de 1942 - 4 de marzo de 1946)
- Mario Zanin (21 de marzo de 1947 - 7 de febrero de 1953)
- Sebastiano Baggio (1 de julio de 1953 - 12 de marzo de 1959)
- Opilio Rossi (25 de marzo de 1959 - 25 de septiembre de 1961)
- Gaetano Alibrandi (5 de octubre de 1961 - 9 de diciembre de 1963)
- Egano Righi-Lambertini (9 de diciembre de 1963 - 8 de julio de 1967)
- Carlo Martini (5 de agosto de 1967 – 6 de julio de 1970)
- Sótero Sanz Villalba (16 de julio de 1970 - 24 de noviembre de 1977)
- Angelo Sodano (30 de noviembre de 1977 - 23 de mayo de 1988)
- Giulio Einaudi (23 de septiembre de 1988 - 29 de febrero de 1992)
- Piero Biggio (23 de abril de 1992 – 27 de febrero de 1999)
- Luigi Ventura (25 de marzo de 1999 - 22 de junio de 2001)
- Aldo Cavalli (28 de junio de 2001 - 29 de octubre de 2007)
- Giuseppe Pinto (6 de diciembre de 2007 - 15 de julio de 2011)
- Ivo Scapolo (15 de julio de 2011  – 29 de agosto de 2019)
- Alberto Ortega Martín (7 de octubre de 2019  – 14 de mayo de 2024) [2]
- Kurian Mathew Vayalunkal (15 de marzo de 2025 [3] – presente)